# Pădurea de gorun și stejar de pe Dealul Purcărețului
Pădurea de gorun și stejar de pe Dealul Purcărețului este o arie protejată (arie specială de conservare — SAC, sit de importanță comunitară — SCI) din România  desemnată în scopul protejării biodiversității și menținerii într-o stare de conservare favorabilă a florei spontane și faunei sălbatice, precum și a habitatelor naturale de interes comunitar aflate în arealul zonei protejate. Aceasta se întinde pe o suprafață de 42,5 ha, integral pe uscat.

## Localizare
Aria naturală  se află în partea central-vestică a județului Brașov, pe teritoriul vestic al satului Calbor, în apropiere de drumul județean DJ105, care leagă localitatea Voila de Cincșor. Centrul sitului Pădurea de gorun și stejar de pe Dealul Purcărețului este situat la coordonatele 45°52′22″N 24°51′48″E / 45.872694°N 24.863267°E.

## Înființare
Situl Pădurea de gorun și stejar de pe Dealul Purcărețului a fost declarat sit de importanță comunitară în decembrie 2007 pentru a proteja un număr necunoscut de specii din flora spontană și fauna sălbatică aflate în arealul zonei. Situl a fost protejat și ca arie specială de conservare în mai 2022.

## Biodiversitate
Situată în ecoregiunea continentală a platoului Hârtibaciului (subunitate a Podișului Târnavelor ce aparține  Depresiunii Transilvaniei) , aria protejată conține 1 habitat natural: Păduri de stejar și de carpen dacice.
La baza desemnării sitului se află un număr nedeclarat de specii protejate.

## Căi de acces
- Drumul național DN1 pe ruta: Brașov - Codlea - Perșani - Șercaia - Făgăraș - Voila - drumul județean DJ105 spre satul Cincșor.